# Laura Fazliu
Laura Fazliu (Mitrovica, 28 de septiembre de 2000) es una deportista kosovar que compite en judo.
Participó en los Juegos Olímpicos de París 2024, obteniendo una medalla de bronce en la categoría de –63 kg.
Ganó dos medallas de bronce en el Campeonato Mundial de Judo, en los años 2024 y 2025, y dos medallas en el Campeonato Europeo de Judo, en los años 2022 y 2023.

## Palmarés internacional
| Juegos Olímpicos   | Juegos Olímpicos      | Juegos Olímpicos  | Juegos Olímpicos |
| Año                | Lugar                 | Medalla           | Categoría        |
| ------------------ | --------------------- | ----------------- | ---------------- |
| 2024               | París (Francia)       | Medalla de bronce | –63 kg           |
| Campeonato Mundial |                       |                   |                  |
| Año                | Lugar                 | Medalla           | Categoría        |
| 2024               | Abu Dabi (EAU)        | Medalla de bronce | –63 kg           |
| 2025               | Budapest (Hungría)    | Medalla de bronce | –63 kg           |
| Campeonato Europeo |                       |                   |                  |
| Año                | Lugar                 | Medalla           | Categoría        |
| 2022               | Sofía (Bulgaria)      | Medalla de plata  | –63 kg           |
| 2023               | Montpellier (Francia) | Medalla de bronce | –63 kg           |